# Rundumtonkombination

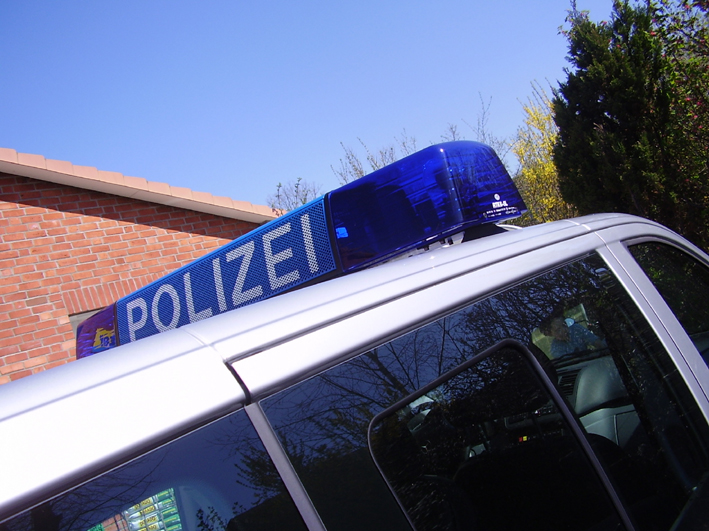
Hella RTK 6 SL

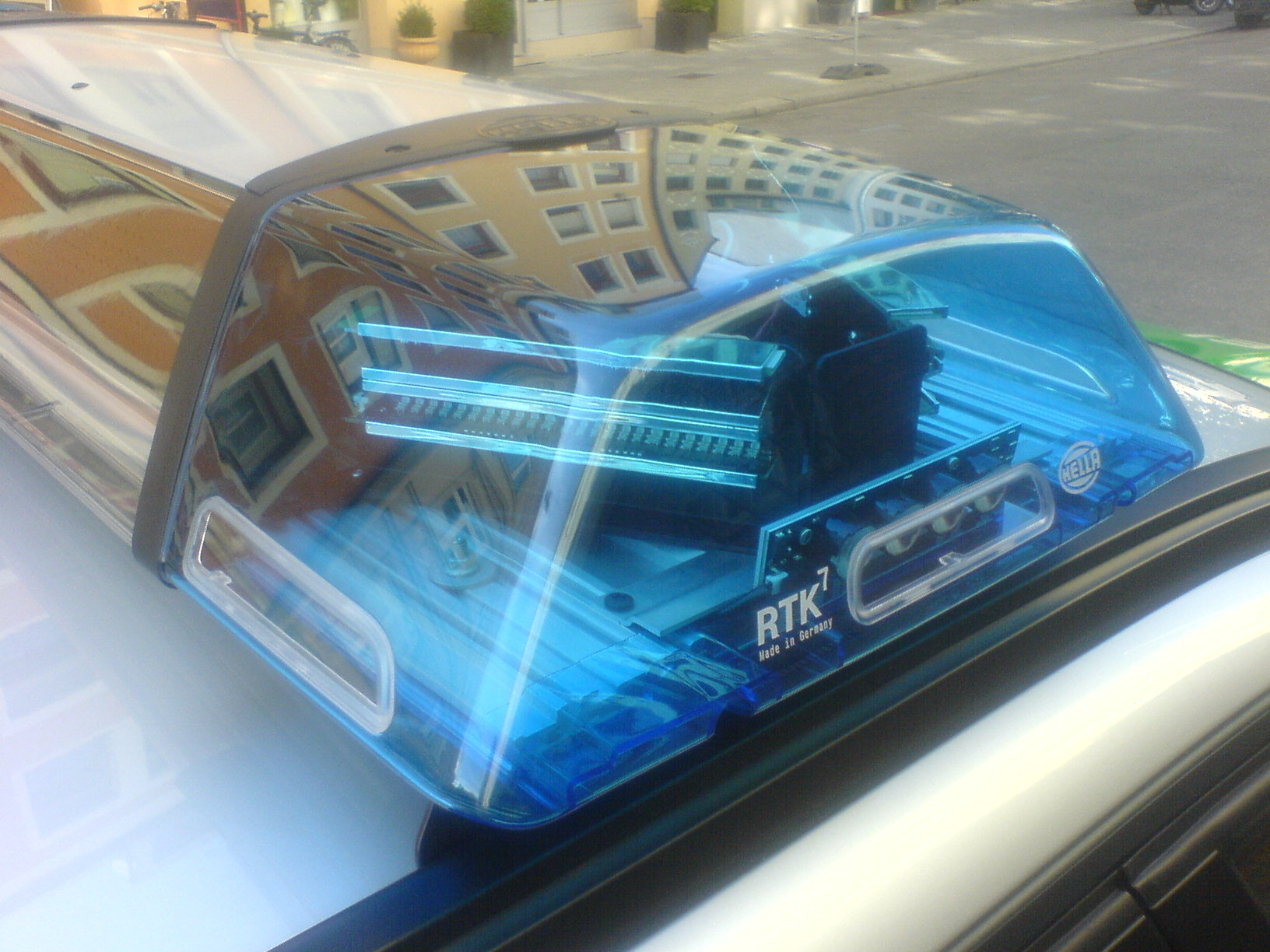
Hella RTK 7

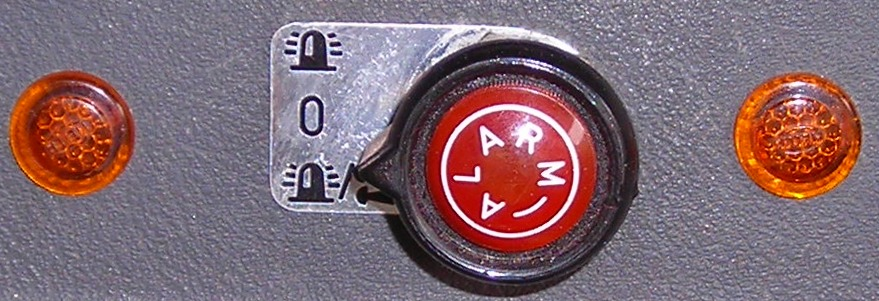
Altes Tableau für die Schaltung der Rundumtonkombination

Die Rundumtonkombination, kurz RTK, ist eine Marke des Lippstadter Unternehmens Hella für eine bauliche Einheit aus einer oder mehreren (in der Regel blauen) Rundumkennleuchten und akustischer Sondersignalanlage für die Inanspruchnahme von Wege- und Sonderrechten. Es gibt sie aber auch ohne Folgetonhorn und mit andersfarbigen Kennleuchten. Der Name „Rundumtonkombination“ und die Abkürzung „RTK“ werden aber auch umgangssprachlich für ähnliche Geräte anderer Hersteller verwendet. Umgangssprachlich werden solche Aufbauten deshalb auch „Hella-Balken“ genannt.

## Ausführungen
Es gibt diese Kombination in den unterschiedlichsten Ausführungen. Am gängigsten ist der verbaute Dachaufbau quer zur Fahrtrichtung.
Die erste Ausführung brachte die Firma Hella 1973 mit der Hella RTK 1 auf den Markt.
Hella produzierte bzw. produziert die RTK-Serie mit den Typen RTK 1, RTK 2 (nur Prototyp), RTK 3 (SL), RTK 4–SL, RTK 5, RTK 6–SL, RTK 6–SL LED, RTK 7, RTK–VE und RTK–QS.
Als Lichtquellen wurden/werden verschiedene Module verbaut:
- KL-ER: Drehspiegel aus Glühlampe mit Reflektor
- KL-MR: zwei Drehspiegel pro Lichthaube
- KL-XR: Xenonblitz-Modul mit Rinnenparabolreflektor (Einzelblitz)
- KL-LR2: LED-Kennleuchte, in RTK 6–SL LED, RTK–QS und RTK 7 verbaut
- KL-XL2: Doppelblitz-Modul, in der RTK 5, RTK–QS und OWS-X verbaut
- KL-XR2: Blitz-Modul aus der RTK–QS (verschiedene Blitzmuster und Abstrahlrichtungen schaltbar)

Es gibt verschiedene Hersteller von Rundumtonkombinationen, die aber wegen des Markenschutzes anders genannt werden müssen:
Hänsch-Warnsysteme (DBS 2000/3000 bzw. DBS 2000/3000 LED sowie DBS 975 bzw. DBS 975 LED, DBS 4000, DBS 5000), Pintsch-Bamag (TOPas, Opal, Zirkon) oder Federal Signal.